# ستيوارت بيج
ستيوارت بيج (بالإنجليزية: Stuart Page)‏ هو مصور نيوزلندي، ولد في 1957.